# Krasnosielc
Krasnosielc [krasˈnɔɕelt͡s] là một ngôi làng ở Maków (Masovian Voivodeship), trên sông Orzyc, ở miền đông trung bộ Ba Lan. Đó là khu hành chính của Gmina Krasnosielc. Nó nằm cách khoảng 18 kilômét (11 mi) về phía bắc Maków Mazowiecki và 90 km (56 mi) về phía bắc Warsaw. Những cái tên trước đây của ngôi làng bao gồm Sielc, Siedlec và trong tiếng Yid: Silc. Ngôi làng có dân số 1.300 người.

## Lịch sử
Cho đến giữa thế kỷ 19, thị trấn nằm trong khu đất của gia đình Krasnoyani. Người Do Thái, người đã bắt đầu định cư ở đó vào giữa thế kỷ 18, chiếm 60% dân số vào năm 1841. Quận Do Thái được xác định bởi một tài liệu pháp lý theo đó người Do Thái có nghĩa vụ phải trả tiền thuê nhà cho Józef Krasniefski. Một thần quyền Do Thái được thành lập tại Krasnosielc vào năm 1844 sau một khiếu nại chính thức về những hành vi không đúng đắn của đơn vị thần quyền ở Przasnysz. Krasnosielc mất tư cách thành phố vào năm 1869, ngay sau khi chủ sở hữu cuối cùng người Ba Lan Karol Krasniński mất mà không có người nối dõi. Năm 1883, một giáo đường được xây dựng. Thị trấn đã đổi chủ nhiều lần trước khi Ba Lan giành lại độc lập vào năm 1918.
Cộng đồng người Do Thái của Krasnosielc đã không còn tồn tại vào đầu tháng 9 năm 1939. Sau cuộc xâm lược Ba Lan của Đức, các đơn vị SS của Panzer Division Kempf đã buộc người Do Thái vào hội đường và tàn sát họ ở đó. Một ngày sau, những người còn lại (chủ yếu là đàn ông) bị bắn chết bằng súng máy ở cùng địa điểm. Vụ thảm sát chống Do Thái trở nên công khai rộng rãi ở Berlin như là vụ thảm sát Do Thái đầu tiên trên đất Ba Lan. Những kẻ gây ra vụ thảm sát này đã nhận bản án tù một vài năm, và cấp trên của họ đã bị thay thế.

## Cư dân đáng chú ý
- Janusz Bojarski (sinh năm 1956), tướng Ba Lan
- Harry Warner, đồng sáng lập của Warner Bros., được sinh ra ở Krasnosielc [2]
- con trai của Pearl Leah Eichelbaum và Benjamin Voron, một thợ đóng giày